# Karl Kohlmann
Karl Johann Friedrich Alfred Kohlmann (* 11. September 1850 in Stralsund; † 26. Oktober 1928 in Berlin) war ein Historiker und Staatsarchivar. 

## Leben
Karl Kohlmann wurde am 11. September 1850 in Stralsund geboren. Er studierte ab 1869 in Berlin und Kiel Germanistik und Geschichte, unterbrochen durch seinen Militärdienst im Deutsch-Französischen Krieg. Während seines Kieler Studiums arbeitete er an der Edition des vierten Bandes der Quellensammlung der Gesellschaft für Schleswig-Holsteinische Geschichte unter Rudolf Usinger (1835–1874) mit. Letzterer brachte ihn auch zu dem Thema seiner Dissertation, „Die Braunschweiger Reimchronik auf ihre Quellen geprüft“, mit der er 1876 an der Christian-Albrechts-Universität zu Kiel promoviert wurde. Er trat 1877 beim Staatsarchiv Schleswig in den Dienst der preußischen Archivverwaltung. Dort stieg er bis zum Archivsekretär auf und wurde zum 1. Juli 1884  an das Staatsarchiv Königsberg versetzt. Über das Staatsarchiv Hannover kam er an das Staatsarchiv Münster, dessen Leitung er 1895 übernahm. 
Er wechselte 1897 auf eigenen Wunsch an das Geheime Staatsarchiv in Berlin. Kohlmann stand in seinem weiteren Lebenslauf in Kontakt mit Schleswiger Archivdirektor Georg Hille (1841–1911), der ihm vorschlug die Bearbeitung des dritten Bandes der Schleswig-Holsteinischen Regesten und Urkunden zu übernehmen, was er jedoch ablehnte. Er ging im März 1918 als Geheimer Staatsarchivar in Berlin in Ruhestand. Kohlmann war seit dem 19. März 1896 ordentliches Mitglied der Historischen Kommission für Westfalen.

## Auszeichnungen
- Roter Adlerorden, 4. Klasse (1901)[3]

## Schriften (Auswahl)
- Die Braunschweiger Reimchronik auf ihre Quellen geprüft. (Phil. Diss. Kiel 1875). C.F. Haeseler, Braunschweig 1876.
- Kohlmann, Karl. Publikationen in der bibliografischen Datenbank der Regesta Imperii.